# 阮厚爵
阮厚爵，現改名為阮升立，中華民國政治人物，中國國民黨籍。曾任彰化縣議員、彰化縣和美鎮鎮長。

## 生平
2005年及2009年二度當選彰化縣議員。
2014年及2018年二度當選彰化縣和美鎮鎮長。
2024年參選彰化縣第一選舉區立法委員，未當選。

## 爭議

### 嗆聲警察
2022年4月，COVID-19疫情期間，時任和美鎮長阮厚爵因涉嫌違反防疫規定，在戶外脫口罩抽菸，被警方攔查，與警方發生爭執。阮厚爵在隔日受訪時致歉。

### 收受賄賂及逃漏稅
2020年，阮厚爵在擔任和美鎮長期間，涉嫌收受謝姓祭祀公業賄賂，核發不實派下權證明，導致祭祀公業土地分割不公，圖利建商1.9億元。為了避免賄款被發現，涉嫌以洗錢手法處理賄款，逃漏所得稅301萬餘元。
2024年5月，阮厚爵被彰化地檢署搜索及羈押，並於同年11月交保。
2025年7月，彰化地院一審依《貪污治罪條例》不違背職務收受賄賂罪判處9年8月有期徒刑、褫奪公權6年，沒收犯罪所得1208萬餘元；逃漏稅捐罪2次各處有期徒刑5月，合併應執行有期徒刑8月，得易科罰金，併科罰金30萬元。

## 選舉記錄
| 年度 | 選舉屆數               | 選舉區           | 所屬政黨   | 得票數 | 得票率 | 當選標記 | 備註 |
| ---- | ---------------------- | ---------------- | ---------- | ------ | ------ | -------- | ---- |
| 2005 | 第十六屆彰化縣議員選舉 | 彰化縣第三選舉區 | 中國國民黨 | 12,955 | 17.71% |          |      |
| 2009 | 第十七屆彰化縣議員選舉 | 彰化縣第三選舉區 | 中國國民黨 | 13,860 | 21.47% |          |      |
| 2014 | 第十七屆和美鎮鎮長選舉 | 彰化縣和美鎮     | 中國國民黨 | 22,088 | 45.17% |          |      |
| 2018 | 第十八屆和美鎮鎮長選舉 | 彰化縣和美鎮     | 中國國民黨 | 33,979 | 70.10% |          |      |
| 2024 | 第十一屆立法委員選舉   | 彰化縣第一選舉區 | 中國國民黨 | 76,448 | 42.38% |          |      |

## 家庭
- 叔叔為前彰化縣縣長阮剛猛。[6]
- 配偶林小琪在2022年當選彰化縣第三選區議員，中國國民黨籍。[4][7]

## 外部連結
- 阮厚爵的Facebook專頁